# Kvalifikace na Mistrovství světa ve fotbale 2006 (CONCACAF)
Kvalifikace na Mistrovství světa ve fotbale 2006 zóny CONCACAF určila 3 přímo postupující na Mistrovství světa ve fotbale 2006 a účastníka mezikontinentální baráže proti pátému celku zóny AFC.
V prvním předkole se 20 nejníže nasazených týmů střetlo o postup do druhého předkola. V něm se 24 týmů (10 postupujících a 14 přímo nasazených) utkalo o 12 postupových míst do první skupinové fáze. Dvanáct týmů v bylo v první skupinové fázi rozděleno do tří skupin po čtyřech. První dva týmy z každé skupiny postoupily do druhé skupinové fáze, ve které byla jedna skupina čítající 6 týmů. První tři z této skupiny postoupili na mistrovství světa, čtvrtý celek postoupil do baráže proti pátému celku ze zóny AFC.

## První předkolo
| Domácí v 1. zápase        | Celkem | Hosté v 1. zápase     | 1. zápas | 2. zápas |
| ------------------------- | ------ | --------------------- | -------- | -------- |
| Grenada                   | 8–1    | Guyana                | 5–0      | 3–1      |
| Bermudy                   | 20–0   | Montserrat            | 13–0     | 7–0      |
| Haiti                     | 7–0    | Turks a Caicos        | 5–0      | 2–0      |
| Britské Panenské ostrovy  | 0–10   | Svatá Lucie           | 0–1      | 0–9      |
| Kajmanské ostrovy         | 1–5    | Kuba                  | 1–2      | 0–3      |
| Aruba                     | 2–10   | Surinam               | 1–2      | 1–8      |
| Antigua a Barbuda         | 2–3    | Nizozemské Antily     | 2–0      | 0–3      |
| Belize                    | kont.  | Portoriko             |          |          |
| Dominika                  | 4–2    | Bahamy                | 1–1      | 3–1      |
| Americké Panenské ostrovy | 0–11   | Svatý Kryštof a Nevis | 0–4      | 0–7      |
| Dominikánská republika    | 6–0    | Anguilla              | 0–0      | 6–0      |

## Druhé předkolo
| Domácí v 1. zápase     | Celkem | Hosté v 1. zápase         | 1. zápas | 2. zápas |
| ---------------------- | ------ | ------------------------- | -------- | -------- |
| USA                    | 6–2    | Grenada                   | 3–0      | 3–2      |
| Salvador               | 4–3    | Bermudy                   | 2–1      | 2–2      |
| Haiti                  | 1–4    | Jamajka                   | 1–1      | 0–3      |
| Panama                 | 7–0    | Svatá Lucie               | 4–0      | 3–0      |
| Kuba                   | 3–3(v) | Kostarika                 | 2–2      | 1–1      |
| Surinam                | 2–4    | Guatemala                 | 1–1      | 1–3      |
| Nizozemské Antily      | 1–6    | Honduras                  | 1–2      | 0–4      |
| Kanada                 | 8–0    | Belize                    | 4–0      | 4–0      |
| Dominika               | 0–18   | Mexiko                    | 0–10     | 0–8      |
| Barbados               | 2–5    | Svatý Kryštof a Nevis     | 0–2      | 2–3      |
| Dominikánská republika | 0–6    | Trinidad a Tobago         | 0–2      | 0–4      |
| Nikaragua              | 3–6    | Svatý Vincenc a Grenadiny | 2–2      | 1–4      |

## Semifinálová fáze

### Skupina 1
| Tým      | Z | V | R | P | GV | GI | +/- | B  |
| -------- | - | - | - | - | -- | -- | --- | -- |
| USA      | 6 | 3 | 3 | 0 | 13 | 3  | +10 | 12 |
| Panama   | 6 | 2 | 2 | 2 | 8  | 11 | -3  | 8  |
| Jamajka  | 6 | 1 | 4 | 1 | 7  | 5  | +2  | 7  |
| Salvador | 6 | 1 | 1 | 4 | 2  | 11 | -9  | 4  |

- Týmy  USA a  Panama postoupily do finálové fáze.

| 18. srpna 2004 |        |           |                                                                                 |
| Jamajka        | 1 – 1  | USA       | Independence Park, Kingston diváci: 30 000 rozhodčí: William Mattus (Kostarika) |
| Goodison 49'   | Report | Ching 88' | Independence Park, Kingston diváci: 30 000 rozhodčí: William Mattus (Kostarika) |

| 18. srpna 2004             |        |            |                                                                                    |
| Salvador                   | 2 – 1  | Panama     | Estadio Cuscatlan, San Salvador diváci: 11 400 rozhodčí: Mauricio Navarro (Kanada) |
| Velásquez 7' Rodríguez 45' | Report | Valdés 36' | Estadio Cuscatlan, San Salvador diváci: 11 400 rozhodčí: Mauricio Navarro (Kanada) |

| 4. září 2004         |        |          |                                                                                       |
| USA                  | 2 – 0  | Salvador | Gillette Stadium, Foxborough diváci: 25 266 rozhodčí: Neal Brizan (Trinidad a Tobago) |
| Ching 5' Donovan 68' | Report |          | Gillette Stadium, Foxborough diváci: 25 266 rozhodčí: Neal Brizan (Trinidad a Tobago) |

| 4. září 2004 |        |                     |                                                                                |
| Jamajka      | 1 – 2  | Panama              | Independence Park, Kingston diváci: 24 000 rozhodčí: Carlos Batres (Guatemala) |
| Ralph 77'    | Report | Brown 2' Valdés 90' | Independence Park, Kingston diváci: 24 000 rozhodčí: Carlos Batres (Guatemala) |

| 8. září 2004 |        |                       |                                                                                   |
| Salvador     | 0 – 3  | Jamajka               | Estadio Cuscatlan, San Salvador diváci: 25 000 rozhodčí: Gilberto Alcala (Mexiko) |
|              | Report | King 3', 38' Hyde 40' | Estadio Cuscatlan, San Salvador diváci: 25 000 rozhodčí: Gilberto Alcala (Mexiko) |

| 8. září 2004 |        |           |                                                                                         |
| Panama       | 1 – 1  | USA       | Estadio Rommel Fernandez, Panama City diváci: 15 000 rozhodčí: Marco Rodriguez (Mexiko) |
| Brown 69'    | Report | Jones 91' | Estadio Rommel Fernandez, Panama City diváci: 15 000 rozhodčí: Marco Rodriguez (Mexiko) |

| 9. října 2004 |        |                         |                                                                                    |
| Salvador      | 0 – 2  | USA                     | Estadio Cuscatlan, San Salvador diváci: 20 000 rozhodčí: Carlos Batres (Guatemala) |
|               | Report | McBride 29' Johnson 75' | Estadio Cuscatlan, San Salvador diváci: 20 000 rozhodčí: Carlos Batres (Guatemala) |

| 9. října 2004 |        |              |                                                                                       |
| Panama        | 1 – 1  | Jamajka      | Estadio Rommel Fernandez, Panama City diváci: 16 000 rozhodčí: José Pineda (Honduras) |
| Brown 24'     | Report | Whitmore 75' | Estadio Rommel Fernandez, Panama City diváci: 16 000 rozhodčí: José Pineda (Honduras) |

| 13. října 2004 |        |          |                                                                                 |
| Jamajka        | 0 – 0  | Salvador | Independence Park, Kingston diváci: 12 000 rozhodčí: Walter Quesada (Kostarika) |
|                | Report |          | Independence Park, Kingston diváci: 12 000 rozhodčí: Walter Quesada (Kostarika) |

| 13. října 2004                                          |        |        |                                                                                                   |
| USA                                                     | 6 – 0  | Panama | RFK Memorial Stadium, Washington D.C. diváci: 22 000 rozhodčí: Ramesh Ramdhan (Trinidad a Tobago) |
| Donovan 21', 56' Johnson 69', 84', 86' Torres 89' (vl.) | Report |        | RFK Memorial Stadium, Washington D.C. diváci: 22 000 rozhodčí: Ramesh Ramdhan (Trinidad a Tobago) |

| 17. listopadu 2004 |        |              |                                                                                   |
| USA                | 1 – 1  | Jamajka      | Columbus Crew Stadium, Columbus diváci: 9 088 rozhodčí: Mauricio Navarro (Kanada) |
| Johnson 15'        | Report | Williams 26' | Columbus Crew Stadium, Columbus diváci: 9 088 rozhodčí: Mauricio Navarro (Kanada) |

| 17. listopadu 2004           |        |          |                                                                                         |
| Panama                       | 3 – 0  | Salvador | Estadio Rommel Fernandez, Panama City diváci: 9 502 rozhodčí: Benito Archundia (Mexiko) |
| Brown 4' Baloy 7' Garcés 21' | Report |          | Estadio Rommel Fernandez, Panama City diváci: 9 502 rozhodčí: Benito Archundia (Mexiko) |

### Skupina 2
| Tým       | Z | V | R | P | GV | GI | +/- | B  |
| --------- | - | - | - | - | -- | -- | --- | -- |
| Kostarika | 6 | 3 | 1 | 2 | 12 | 8  | +4  | 10 |
| Guatemala | 6 | 3 | 1 | 2 | 7  | 9  | -2  | 10 |
| Honduras  | 6 | 1 | 4 | 1 | 9  | 7  | +2  | 7  |
| Kanada    | 6 | 1 | 2 | 3 | 4  | 8  | -4  | 5  |

- Týmy  Kostarika a  Guatemala postoupily do finálové fáze.

| 18. srpna 2004 |        |              |                                                                              |
| Kanada         | 0 – 2  | Guatemala    | Swangard Stadium, Burnaby diváci: 6 500 rozhodčí: Rodolfo Sibrian (Salvador) |
|                | Report | Ruiz 7', 59' | Swangard Stadium, Burnaby diváci: 6 500 rozhodčí: Rodolfo Sibrian (Salvador) |

| 18. srpna 2004  |        |                                                             |                                                                                           |
| Kostarika       | 2 – 5  | Honduras                                                    | Estadio Alejandro Morera Soto, Alajuela diváci: 14 000 rozhodčí: Marco Rodríguez (Mexiko) |
| Herron 20', 36' | Report | Suazo 22' de León 35' Guevara 77' Guerrero 87' Martínez 89' | Estadio Alejandro Morera Soto, Alajuela diváci: 14 000 rozhodčí: Marco Rodríguez (Mexiko) |

| 4. září 2004 |        |                    |                                                                                  |
| Kanada       | 1 – 1  | Honduras           | Commonwealth Stadium, Edmonton diváci: 8 000 rozhodčí: Benito Archundia (Mexiko) |
| de Vos 82'   | Report | Guevara 88' (pen.) | Commonwealth Stadium, Edmonton diváci: 8 000 rozhodčí: Benito Archundia (Mexiko) |

| 4. září 2004   |        |           |                                                                                 |
| Guatemala      | 2 – 1  | Kostarika | Estadio Mateo Flores, Guatemala City diváci: 27 460 rozhodčí: Kevin Stott (USA) |
| Plata 58', 73' | Report | Solís 24' | Estadio Mateo Flores, Guatemala City diváci: 27 460 rozhodčí: Kevin Stott (USA) |

| 8. září 2004          |        |                         | |
| Honduras              | 2 – 2  | Guatemala               | Estadio Olimpico Metropolitano, San Pedro Sula diváci: 40 000 rozhodčí: Peter Prendergast (Jamajka) |
| Guevara 51' Suazo 65' | Report | Ruiz 20' Pezzarossi 49' | Estadio Olimpico Metropolitano, San Pedro Sula diváci: 40 000 rozhodčí: Peter Prendergast (Jamajka) |

| 8. září 2004 |        |        |                                                                                                |
| Kostarika    | 1 – 0  | Kanada | Estadio Ricardo Saprissa, San José diváci: 13 000 rozhodčí: Ramesh Ramdhan (Trinidad a Tobago) |
| Wanchope 46' | Report |        | Estadio Ricardo Saprissa, San José diváci: 13 000 rozhodčí: Ramesh Ramdhan (Trinidad a Tobago) |

| 9. října 2004 |        |                |                                                                                           |
| Honduras      | 1 – 1  | Kanada         | Estadio Olimpico Metropolitano, San Pedro Sula diváci: 42 000 rozhodčí: Kevin Stott (USA) |
| Turcios 90+2' | Report | Hutchinson 73' | Estadio Olimpico Metropolitano, San Pedro Sula diváci: 42 000 rozhodčí: Kevin Stott (USA) |

| 9. října 2004                                    |        |           |                                                                                       |
| Kostarika                                        | 5 – 0  | Guatemala | Estadio Ricardo Saprissa, San José diváci: 18 000 rozhodčí: Benito Archundia (Mexiko) |
| Hernández 19' Wanchope 36', 62', 69' Fonseca 83' | Report |           | Estadio Ricardo Saprissa, San José diváci: 18 000 rozhodčí: Benito Archundia (Mexiko) |

| 13. října 2004 |        |                                        |                                                                               |
| Kanada         | 1 – 3  | Kostarika                              | Swangard Stadium, Burnaby diváci: 4 000 rozhodčí: Peter Prendergast (Jamajka) |
| de Rosario 12' | Report | Wanchope 49' Sunsing 81' Hernández 87' | Swangard Stadium, Burnaby diváci: 4 000 rozhodčí: Peter Prendergast (Jamajka) |

| 13. října 2004 |        |          |                                                                                               |
| Guatemala      | 1 – 0  | Honduras | Estadio Mateo Flores, Guatemala City diváci: 26 000 rozhodčí: Neal Brizan (Trinidad a Tobago) |
| Ruiz 44'       | Report |          | Estadio Mateo Flores, Guatemala City diváci: 26 000 rozhodčí: Neal Brizan (Trinidad a Tobago) |

| 17. listopadu 2004 |        |           |                                                                                               |
| Honduras           | 0 – 0  | Kostarika | Estadio Francisco Morazan, San Pedro Sula diváci: 18 000 rozhodčí: Rodolfo Sibrian (Salvador) |
|                    | Report |           | Estadio Francisco Morazan, San Pedro Sula diváci: 18 000 rozhodčí: Rodolfo Sibrian (Salvador) |

| 17. listopadu 2004 |        |                |                                                                                        |
| Guatemala          | 0 – 1  | Kanada         | Estadio Mateo Flores, Guatemala City diváci: 18 000 rozhodčí: Marco Rodríguez (Mexiko) |
|                    | Report | de Rosario 57' | Estadio Mateo Flores, Guatemala City diváci: 18 000 rozhodčí: Marco Rodríguez (Mexiko) |

### Skupina 3
| Tým                       | Z | V | R | P | GV | GI | +/- | B  |
| ------------------------- | - | - | - | - | -- | -- | --- | -- |
| Mexiko                    | 6 | 6 | 0 | 0 | 27 | 1  | +26 | 18 |
| Trinidad a Tobago         | 6 | 4 | 0 | 2 | 12 | 9  | +3  | 12 |
| Svatý Vincenc a Grenadiny | 6 | 2 | 0 | 4 | 5  | 12 | -7  | 6  |
| Svatý Kryštof a Nevis     | 6 | 0 | 0 | 6 | 2  | 24 | -22 | 0  |

- Týmy  Mexiko a  Trinidad a Tobago postoupily do finálové fáze.

| 18. srpna 2004            |        |                    |                                                                          |
| Svatý Vincenc a Grenadiny | 0 – 2  | Trinidad a Tobago  | Arnos Vale Stadium, Kingstown diváci: 5 000 rozhodčí: Terry Vaughn (USA) |
|                           | Report | McFarlane 80', 85' | Arnos Vale Stadium, Kingstown diváci: 5 000 rozhodčí: Terry Vaughn (USA) |

| 4. září 2004          |        |                        |                                                                           |
| Svatý Kryštof a Nevis | 1 – 2  | Trinidad a Tobago      | Warner Park, Basseterre diváci: 2 800 rozhodčí: Hugo Castillo (Guatemala) |
| Isaac 40'             | Report | McFarlane 45' John 89' | Warner Park, Basseterre diváci: 2 800 rozhodčí: Hugo Castillo (Guatemala) |

| 8. září 2004      |        |                               |                                                                                           |
| Trinidad a Tobago | 1 – 3  | Mexiko                        | Hasely Crawford Stadium, Port of Spain diváci: 20 000 rozhodčí: Mauricio Navarro (Kanada) |
| John 39'          | Report | Arellano 1', 80' Borgetti 19' | Hasely Crawford Stadium, Port of Spain diváci: 20 000 rozhodčí: Mauricio Navarro (Kanada) |

| 8. září 2004              |        |                       |                                                                              |
| Svatý Vincenc a Grenadiny | 1 – 0  | Svatý Kryštof a Nevis | Arnos Vale Stadium, Kingstown diváci: 4 000 rozhodčí: Roberto Delgado (Kuba) |
| Jack 23'                  | Report |                       | Arnos Vale Stadium, Kingstown diváci: 4 000 rozhodčí: Roberto Delgado (Kuba) |

| 6. října 2004                                           |        |                           |                                                                   |
| Mexiko                                                  | 7 – 0  | Svatý Vincenc a Grenadiny | Estadio Hidalgo, Pachuca diváci: 21 000 rozhodčí: Hu Liu (Kanada) |
| Borgetti 31', 68', 77', 89' Lozano 54', 63' Santana 81' | Report |                           | Estadio Hidalgo, Pachuca diváci: 21 000 rozhodčí: Hu Liu (Kanada) |

| 10. října 2004                                   |        |                       |                                                                                   |
| Trinidad a Tobago                                | 5 – 1  | Svatý Kryštof a Nevis | Manny Ramjohn Stadium, Marabella diváci: 7 000 rozhodčí: Ricardo Valenzuela (USA) |
| Riley 8' (vl.) John 24', 80' Glenn 71' Nixon 88' | Report | Gumbs 43' (pen.)      | Manny Ramjohn Stadium, Marabella diváci: 7 000 rozhodčí: Ricardo Valenzuela (USA) |

| 10. října 2004            |        |              |                                                                              |
| Svatý Vincenc a Grenadiny | 0 – 1  | Mexiko       | Arnos Vale Stadium, Kingstown diváci: 2 500 rozhodčí: Nery Alfaro (Salvador) |
|                           | Report | Borgetti 25' | Arnos Vale Stadium, Kingstown diváci: 2 500 rozhodčí: Nery Alfaro (Salvador) |

| 13. října 2004        |        |                           |                                                                                     |
| Svatý Kryštof a Nevis | 0 – 3  | Svatý Vincenc a Grenadiny | Warner Park, Basseterre diváci: 500 rozhodčí: Alfredo Whittaker (Kajmanské ostrovy) |
|                       | Report | Velox 19', 85' Samuel 65' | Warner Park, Basseterre diváci: 500 rozhodčí: Alfredo Whittaker (Kajmanské ostrovy) |

| 13. října 2004            |        |                   |                                                                                |
| Mexiko                    | 3 – 0  | Trinidad a Tobago | Estadio Cuauhtémoc, Puebla diváci: 37 000 rozhodčí: Rodolfo Sibrian (Salvador) |
| Zinha 19' Lozano 55', 84' | Report |                   | Estadio Cuauhtémoc, Puebla diváci: 37 000 rozhodčí: Rodolfo Sibrian (Salvador) |

| 13. listopadu 2004    |        |                                                    |                                                                             |
| Svatý Kryštof a Nevis | 0 – 5  | Mexiko                                             | Orange Bowl Stadium, Miami diváci: 18 312 rozhodčí: Roberto Moreno (Panama) |
|                       | Report | Altamirano 31' Fonseca 40', 57' Santana 49', 90+1' | Orange Bowl Stadium, Miami diváci: 18 312 rozhodčí: Roberto Moreno (Panama) |

| 17. listopadu 2004 |        |                           |                                                                                           |
| Trinidad a Tobago  | 2 – 1  | Svatý Vincenc a Grenadiny | Hasely Crawford Stadium, Port of Spain diváci: 10 000 rozhodčí: Carlos Batres (Guatemala) |
| Sam 84' Eve 90+1'  | Report | Haynes 49'                | Hasely Crawford Stadium, Port of Spain diváci: 10 000 rozhodčí: Carlos Batres (Guatemala) |

| 17. listopadu 2004                                                                |        |                       |                                                                           |
| Mexiko                                                                            | 8 – 0  | Svatý Kryštof a Nevis | Estadio Tecnológico, Monterrey diváci: 12 000 rozhodčí: Kevin Stott (USA) |
| Altamirano 10' (pen.) Pérez 21', 49', 78' Fonseca 44', 56' Osorno 52' Santana 67' | Report |                       | Estadio Tecnológico, Monterrey diváci: 12 000 rozhodčí: Kevin Stott (USA) |

## Finálová fáze
| Tým               | Z  | V | R | P | GV | GI | +/- | B  |
| ----------------- | -- | - | - | - | -- | -- | --- | -- |
| USA               | 10 | 7 | 1 | 2 | 16 | 6  | +10 | 22 |
| Mexiko            | 10 | 7 | 1 | 2 | 22 | 9  | +13 | 22 |
| Kostarika         | 10 | 5 | 1 | 4 | 15 | 14 | +1  | 16 |
| Trinidad a Tobago | 10 | 4 | 1 | 5 | 10 | 15 | -5  | 13 |
| Guatemala         | 10 | 3 | 2 | 5 | 16 | 18 | -2  | 11 |
| Panama            | 10 | 0 | 2 | 8 | 4  | 21 | -17 | 2  |

- USA postoupily na Mistrovství světa ve fotbale 2006.
- Mexiko postoupilo na Mistrovství světa ve fotbale 2006.
- Kostarika postoupila na Mistrovství světa ve fotbale 2006.
- Trinidad a Tobago postoupil do mezikontinentální baráže proti pátému celku zóny AFC.

| 9. února 2005 |        |                |                                                                                       |
| Kostarika     | 1 – 2  | Mexiko         | Estadio Ricardo Saprissa, San José diváci: 22 000 rozhodčí: Carlos Batres (Guatemala) |
| Wanchope 38'  | Report | Lozano 8', 10' | Estadio Ricardo Saprissa, San José diváci: 22 000 rozhodčí: Carlos Batres (Guatemala) |

| 9. února 2005 |        |           |                                                                                            |
| Panama        | 0 – 0  | Guatemala | Estadio Rommel Fernandez, Panama City diváci: 20 000 rozhodčí: Peter Prendergast (Jamajka) |
|               | Report |           | Estadio Rommel Fernandez, Panama City diváci: 20 000 rozhodčí: Peter Prendergast (Jamajka) |

| 9. února 2005     |        |                       |                                                                                     |
| Trinidad a Tobago | 1 – 2  | USA                   | Queen's Park Oval, Port of Spain diváci: 11 000 rozhodčí: Benito Archundia (Mexiko) |
| Eve 89'           | Report | Johnson 30' Lewis 54' | Queen's Park Oval, Port of Spain diváci: 11 000 rozhodčí: Benito Archundia (Mexiko) |

| 26. března 2005                               |        |                   |                                                                                 |
| Guatemala                                     | 5 – 1  | Trinidad a Tobago | Estadio Mateo Flores, Guatemala City diváci: 22 506 rozhodčí: Kevin Stott (USA) |
| Ramírez 17' Ruiz 30', 38' Pezzarossi 78', 87' | Report | Edwards 32'       | Estadio Mateo Flores, Guatemala City diváci: 22 506 rozhodčí: Kevin Stott (USA) |

| 26. března 2005               |        |                  |                                                                                       |
| Kostarika                     | 2 – 1  | Panama           | Estadio Ricardo Saprissa, San José diváci: 0 (ban) rozhodčí: Marco Rodríguez (Mexiko) |
| Wilson 40' (pen.) Myrie 90+1' | Report | Brown 58' (pen.) | Estadio Ricardo Saprissa, San José diváci: 0 (ban) rozhodčí: Marco Rodríguez (Mexiko) |

| 27. března 2005        |        |           |                                                                                  |
| Mexiko                 | 2 – 1  | USA       | Estadio Azteca, Mexico City diváci: 110 000 rozhodčí: Rodolfo Sibrian (Salvador) |
| Borgetti 30' Zinha 33' | Report | Lewis 58' | Estadio Azteca, Mexico City diváci: 110 000 rozhodčí: Rodolfo Sibrian (Salvador) |

| 30. března 2005 |        |             |                                                                                       |
| Panama          | 1 – 1  | Mexiko      | Estadio Rommel Fernandez, Panama City diváci: 13 000 rozhodčí: Jose Pineda (Honduras) |
| Tejada 75'      | Report | Morales 26' | Estadio Rommel Fernandez, Panama City diváci: 13 000 rozhodčí: Jose Pineda (Honduras) |

| 30. března 2005         |        |           |                                                                                      |
| USA                     | 2 – 0  | Guatemala | Legion Field, Birmingham diváci: 31 624 rozhodčí: Ramesh Ramdhan (Trinidad a Tobago) |
| Johnson 11' Ralston 68' | Report |           | Legion Field, Birmingham diváci: 31 624 rozhodčí: Ramesh Ramdhan (Trinidad a Tobago) |

| 30. března 2005   |        |           |                                                                                          |
| Trinidad a Tobago | 0 – 0  | Kostarika | Hasely Crawford Stadium, Port of Spain diváci: 8 000 rozhodčí: Mauricio Navarro (Kanada) |
|                   | Report |           | Hasely Crawford Stadium, Port of Spain diváci: 8 000 rozhodčí: Mauricio Navarro (Kanada) |

| 4. června 2005        |        |        |                                                                                             |
| Trinidad a Tobago     | 2 – 0  | Panama | Hasely Crawford Stadium, Port of Spain diváci: 18 000 rozhodčí: Peter Prendergast (Jamajka) |
| John 34' Lawrence 71' | Report |        | Hasely Crawford Stadium, Port of Spain diváci: 18 000 rozhodčí: Peter Prendergast (Jamajka) |

| 4. června 2005              |        |           |                                                                                         |
| USA                         | 3 – 0  | Kostarika | Rice-Eccles Stadium, Salt Lake City diváci: 40 586 rozhodčí: Carlos Batres (Guatemala)) |
| Donovan 6', 63' McBride 87' | Report |           | Rice-Eccles Stadium, Salt Lake City diváci: 40 586 rozhodčí: Carlos Batres (Guatemala)) |

| 4. června 2005 |        |                             |                                                                                |
| Guatemala      | 0 – 2  | Mexiko                      | Estadio Mateo Flores, Guatemala City diváci: 19 000 rozhodčí: Brian Hall (USA) |
|                | Report | Zinha 41' Cabrera 45' (vl.) | Estadio Mateo Flores, Guatemala City diváci: 19 000 rozhodčí: Brian Hall (USA) |

| 8. června 2005                           |        |                             |                                                                                       |
| Kostarika                                | 3 – 2  | Guatemala                   | Estadio Ricardo Saprissa, San José diváci: 10 500 rozhodčí: Benito Archundia (Mexiko) |
| Hernández 34', Gomez 65', Wanchope 90+2' | Report | Villatoro 74' Rodríguez 77' | Estadio Ricardo Saprissa, San José diváci: 10 500 rozhodčí: Benito Archundia (Mexiko) |

| 8. června 2005 |        |                                      |                                                                                          |
| Panama         | 0 – 3  | USA                                  | Estadio Rommel Fernandez, Panama City diváci: 17 000 rozhodčí: Mauricio Navarro (Kanada) |
|                | Report | Bocanegra 6' Donovan 20' McBride 40' | Estadio Rommel Fernandez, Panama City diváci: 17 000 rozhodčí: Mauricio Navarro (Kanada) |

| 8. června 2005         |        |                   |                                                                             |
| Mexiko                 | 2 – 0  | Trinidad a Tobago | Estadio Universitario, Monterrey diváci: 32 833 rozhodčí: Kevin Stott (USA) |
| Borgetti 63' Pérez 88' | Report |                   | Estadio Universitario, Monterrey diváci: 32 833 rozhodčí: Kevin Stott (USA) |

| 17. srpna 2005           |        |           |                                                                             |
| Mexiko                   | 2 – 0  | Kostarika | Estadio Azteca, Mexico City diváci: 27 000 rozhodčí: Jose Pineda (Honduras) |
| Borgetti 63' Fonseca 86' | Report |           | Estadio Azteca, Mexico City diváci: 27 000 rozhodčí: Jose Pineda (Honduras) |

| 17. srpna 2005 |        |                   |                                                                                   |
| USA            | 1 – 0  | Trinidad a Tobago | Rentschler Field, East Hartford diváci: 25 488 rozhodčí: Marco Rodríguez (Mexiko) |
| McBride 2'     | Report |                   | Rentschler Field, East Hartford diváci: 25 488 rozhodčí: Marco Rodríguez (Mexiko) |

| 17. srpna 2005               |        |            |                                                                                          |
| Guatemala                    | 2 – 1  | Panama     | Estadio Mateo Flores, Guatemala City diváci: 24 000 rozhodčí: Rodolfo Sibrian (Salvador) |
| Baloy 70' (vl.) Romero 90+3' | Report | Valdés 19' | Estadio Mateo Flores, Guatemala City diváci: 24 000 rozhodčí: Rodolfo Sibrian (Salvador) |

| 3. září 2005 |        |                                   |                                                                                  |
| Panama       | 1 – 3  | Kostarika                         | Estadio Rommel Fernandez, Panama City diváci: 21 000 rozhodčí: Kevin Stott (USA) |
| Tejada 90'   | Report | Saborio 44' Centeno 51' Gomez 73' | Estadio Rommel Fernandez, Panama City diváci: 21 000 rozhodčí: Kevin Stott (USA) |

| 3. září 2005             |        |                             |                                                                                           |
| Trinidad a Tobago        | 3 – 2  | Guatemala                   | Hasely Crawford Stadium, Port of Spain diváci: 15 000 rozhodčí: Benito Archundia (Mexiko) |
| Latapy 48' John 85', 86' | Report | Andrews 3' (vl.) Romero 61' | Hasely Crawford Stadium, Port of Spain diváci: 15 000 rozhodčí: Benito Archundia (Mexiko) |

| 3. září 2005            |        |        |                                                                                    |
| USA                     | 2 – 0  | Mexiko | Columbus Crew Stadium, Columbus diváci: 24 685 rozhodčí: Carlos Batres (Guatemala) |
| Ralston 53' Beasley 58' | Report |        | Columbus Crew Stadium, Columbus diváci: 24 685 rozhodčí: Carlos Batres (Guatemala) |

| 7. září 2005            |        |                   |                                                                                       |
| Kostarika               | 2 – 0  | Trinidad a Tobago | Estadio Ricardo Saprissa, San José diváci: 17 000 rozhodčí: Carlos Batres (Guatemala) |
| Saborio 15' Centeno 50' | Report |                   | Estadio Ricardo Saprissa, San José diváci: 17 000 rozhodčí: Carlos Batres (Guatemala) |

| 7. září 2005                                              |        |        |                                                                       |
| Mexiko                                                    | 5 – 0  | Panama | Estadio Azteca, Mexico City diváci: 40 000 rozhodčí: Brian Hall (USA) |
| Pérez 31' Márquez 54' Borgetti 59', Fonseca 75' Pardo 76' | Report |        | Estadio Azteca, Mexico City diváci: 40 000 rozhodčí: Brian Hall (USA) |

| 7. září 2005 |        |     |                                                                                        |
| Guatemala    | 0 – 0  | USA | Estadio Mateo Flores, Guatemala City diváci: 27 000 rozhodčí: Marco Rodríguez (Mexiko) |
|              | Report |     | Estadio Mateo Flores, Guatemala City diváci: 27 000 rozhodčí: Marco Rodríguez (Mexiko) |

| 8. října 2005                   |        |     |                                                                                       |
| Kostarika                       | 3 – 0  | USA | Estadio Ricardo Saprissa, San José diváci: 30 000 rozhodčí: Benito Archundia (Mexiko) |
| Wanchope 34' Hernández 60', 88' | Report |     | Estadio Ricardo Saprissa, San José diváci: 30 000 rozhodčí: Benito Archundia (Mexiko) |

| 8. října 2005                         |        |                       |                                                                                               |
| Mexiko                                | 5 – 2  | Guatemala             | Estadio Alfonso Lastras, San Luis Potosi diváci: 30 000 rozhodčí: Peter Prendergast (Jamajka) |
| Franco 19' Fonseca 48', 51', 62', 66' | Report | Ruiz 1' Poniciano 53' | Estadio Alfonso Lastras, San Luis Potosi diváci: 30 000 rozhodčí: Peter Prendergast (Jamajka) |

| 8. října 2005 |        |                   |                                                                                         |
| Panama        | 0 – 1  | Trinidad a Tobago | Estadio Rommel Fernandez, Panama City diváci: 1 000 rozhodčí: Mauricio Navarro (Kanada) |
|               | Report | John 61'          | Estadio Rommel Fernandez, Panama City diváci: 1 000 rozhodčí: Mauricio Navarro (Kanada) |

| 12. října 2005           |        |        |                                                                            |
| USA                      | 2 – 0  | Panama | Gillette Stadium, Foxboro diváci: 9 192 rozhodčí: Gilberto Alcala (Mexiko) |
| Martino 51' Twellman 57' | Report |        | Gillette Stadium, Foxboro diváci: 9 192 rozhodčí: Gilberto Alcala (Mexiko) |

| 12. října 2005    |        |            |                                                                                        |
| Trinidad a Tobago | 2 – 1  | Mexiko     | Hasely Crawford Stadium, Port of Spain diváci: 23 000 rozhodčí: Jose Pineda (Honduras) |
| John 43', 69'     | Report | Lozano 38' | Hasely Crawford Stadium, Port of Spain diváci: 23 000 rozhodčí: Jose Pineda (Honduras) |

| 12. října 2005                  |        |           |                                                                                |
| Guatemala                       | 3 – 1  | Kostarika | Estadio Mateo Flores, Guatemala City diváci: 23 912 rozhodčí: Brian Hall (USA) |
| Ponciano 2' García 16' Ruiz 30' | Report | Myrie 60' | Estadio Mateo Flores, Guatemala City diváci: 23 912 rozhodčí: Brian Hall (USA) |